# SN 1977E
SN 1977E – supernowa odkryta 18 grudnia 1977 roku w galaktyce A075854+8542. W momencie odkrycia miała maksymalną jasność 15,00m.